# Faye Reagan
Pour les articles homonymes, voir Reagan (homonymie).
Faye Reagan, anciennement Faye Valentine née le 19 septembre 1988 à Las Vegas dans le Nevada, est une actrice pornographique bisexuelle américaine.

## Biographie
Très rapidement après ses débuts, Faye Reagan devient populaire, grâce notamment à son rôle dans le film The Gauntlet 3 (2007) de Jack Napier. Dans ce film, Faye Reagan fait des fellations à 23 hommes, des scènes avec Rebeca Linares et Maya Hills, ce qui lui vaut plusieurs nominations aux AVN awards. Après ce film, elle va cependant s’orienter essentiellement vers les tournages saphiques, ne tournant des scènes hétéro qu’avec son compagnon, Dane Cross. De 2007 à 2010, elle est en couple avec l'actrice Georgia Jones. Elle se définit comme lesbienne depuis plusieurs années.
En octobre 2008, Faye fait de la publicité pour la marque American Apparel sous le nom Jillian. Elle apparaît également en 2010 dans une campagne de publicité pour la marque Married to Mob. De 2008 jusqu'en 2011 elle joue dans des vidéos pour le site pornographique x-art.com. Elle apparaît également dans des albums photo sur ce même site.

## Filmographie

### 2007
- Women Seeking Women 36
- I Film Myself 5 (Faye Valentine)
- Frosty Finish 2 (Faye Valentine)
- The Gauntlet 3 (Faye Valentine)
- Control 7 (Faye Valentine)
- Fuck for Dollars 5 (Faye Valentine)
- Control 8 (Faye Valentine)
- She's Half My Age (Faye Valentine)
- Innocence: She's No Angel (Faye Valentine)
- Naughty Niches (Faye Valentine)
- Red Hotz
- Women Seeking Women 37

### 2008
- The 4 Finger Club 25
- Sasha Grey's Anatomy (Mandy)
- Imperfect Angels 4
- Kink
- Tied Up
- Virgin Diaries
- Lesbian Seductions 19
- My Secret Girlfriend
- Reform School Girls 4
- Cock Pigs
- Jack's Redhead Adventure (Faye Valentine)
- Barely Eighteen 39
- Miss Blackwood Diaries (Sabrina)
- All About Ashlynn 2
- A Girl and Her Toys
- Dreams & Desires
- Handies (Faye Valentine)
- Spring Fling
- House of Jordan 2 (Faye Valentine)
- Bubblegum Cuties 3 (Faye Valentine)
- Teens with Tits 12
- Girls Will Be Girls 4
- Women Seeking Women 49
- House of Perez 2: Young and Beautiful
- The Itch
- Nobody Does It Redder
- Imperfect Angels
- Private Lesbian 6: Girl Girl Studio 7
- Field of Schemes 3
- Imperfect Angels 2
- Nymphetamine
- Bring Me the Head of Shawna Leneé
- Imperfect Angels 5
- Freshman First Timers
- Imperfect Angels 6
- Paid Companions
- Imperfect Angels 3
- Playgirl: Addicted to Pleasure
- Who Let the Cats Out?
- Barely Legal School Girls 4 (Faye Valentine)

### 2009
- Mother-Daughter Exchange Club 8
- WKRP in Cincinnati: A XXX Parody (Bianca)
- Interactive Sex with Tori Black
- Torrid Tales of Naked Bondage
- Slutty School Girls
- The Office: A XXX Parody (Mary Beth)
- This Ain't the Partridge Family XXX (Tracy)
- Downtown Girls
- Big Screw Review
- Sexquake
- Young & Glamorous
- Naughty Book Worms 18
- We Were of Innocence
- Starlets
- Cougars Cruisin' Coeds
- It's a Mommy Thing! 5
- TMSleaze
- Cougars Love Kittens
- Debbie Duz Dishes Again
- Janie Summers: Girl Next Door
- Jack's POV 15
- Raven Alexis: Desires
- Janie Summers: Private Lessons
- Fucked on Sight 7
- Whack Jobs 4
- Teenage Whores 4
- A Girl's Guide to Girls
- Heavy Petting
- Popporn: The Guide to Making Fuck
- Undress Me
- Mike's Dirty Movie
- Babewatch: Lifeguard on Duty
- Tres Flores

### 2010
Séries TV
- Warren the Ape (Serveuse)
- Support System (Serveuse)

Court-Métrage
- The Chinese Penhold (Stacy)

Films
- Not Married with Children XXX 2 (Mary Ellen McNeal)
- The Office: A XXX Parody Episode 2 - The Best Week Ever (Mary Beth)
- Bree's Beach Party 3
- Nobody Does It Redder 4
- The Condemned
- Big Tits at School 10
- Baby Got Boobs 3
- I Have a Wife 10
- Meow!
- Wanna Fuck My Daughter Gotta Fuck Me First 8
- Squeeze
- The Breakfast Club: A XXX Parody
- Riley Steele: Roommates
- An Eternal Love 2: Reckless Heart
- Rocco's American Adventures
- Barefoot Confidential 63
- Breast Meat 3
- Pornstars Punishment
- Bus Stop Girls

### 2011
- Bottomfeeder (pré-production)(Missy)
- Messina High (post-production)(Rachel)

### 2012
- I Kiss Girls 1
- Lesbian Spotlight: Faye Reagan
- Me and My Girlfriend 1

### 2013
- Girls Tribbing Girls 2
- MILF and Teen Lesbian Lovers
- Women Seeking Women 100

### 2014
- Hot Cherry Pies 8
- Lesbian Allure 2
- Me and My Girlfriend 8

### 2015
- Best Of Tammy Sands 3
- Little Fur-maids
- Snap Chats

### 2016
- Georgia Jones Experience
- Naughty milf Fucking Hot Redhead Teen Faye Reagan
- No Boys, Just Toys

### 2017
- Savor The Flavor

### 2018
- Anita Dark and Her Girlfriends (compilation)
- Samantha Ryan and Her Girlfriends (compilation)
- Tanya Tate and Her Girlfriends (compilation)

## Nominations
- 2009 : AVN Awards – Best New Starlet
- 2009 : AVN Awards – Best Solo Sex Scene – Paid Companions
- 2009 : AVN Awards – Best Oral Sex Scene – The Gauntlet 3
- 2009 : AVN Awards – Best Group Sex Scene – The Gauntlet 3
- 2009 : XRCO Awards – New Starlet
- 2009 : XRCO Awards – Cream Dream